# Fernando Andrés Santiago Valera
Fernando Andrés Santiago Valera (Mar del Plata, Argentina, 4 de junio de 1973), más conocido como Santiago Varela es un entrenador de fútbol hispano-argentino que actualmente es entrenador del FC Bengaluru United de la 2nd Division League, la tercera división india.

## Trayectoria
Varela es licenciado UEFA Pro y empezaría a dirigir en las categorías inferiores del CE Tecnofútbol catalán, hasta que en 2011 se convirtió en coordinador de fútbol del CD Almeda en Cornellá de Llobregat, en la que estuvo hasta 2014. 
Durante la temporada 2017-18 se haría cargo unos meses del CF Gavà de la Tercera División. 
En marzo de 2018 fue nombrado entrenador del Gokulam Kerala FC de la I-League y bajo su mando ganó la Premier League de Kerala. Antes del comienzo de la temporada de la I-League fue despedido por el club por motivos personales, pero luego reveló que el idioma era el problema porque Varela no era bueno en inglés. 
El 1 de junio de 2019, regresa a la India para dirigir al Gokulam Kerala FC de la I-League, con el que lograría la Copa Durand, uno de los torneos de fútbol más antiguos de Asia.
El 16 de junio de 2020 abandonó el Gokulam Kerala FC.
El 23 de septiembre de 2020, se convierte en nuevo entrenador del Churchill Brothers Sports Club de la I-League.
En junio de 2021, firma por el Sreenidi Deccan FC de la I-League. Valera dirige al Sreenidi Deccan FC hasta el 31 de mayo de 2022.
El 12 de diciembre de 2022, firma como entrenador del Churchill Brothers Sports Club de la I-League para sustituir a Antonio Rueda, al que dirige durante dos meses.
En febrero de 2023, se convierte en entrenador del FC Bengaluru United de la 2nd Division League, la tercera división india.

## Clubes

### Como entrenador
| Club                           | País   | Año             |
| ------------------------------ | ------ | --------------- |
| CF Gavà                        | España | 2017-2018       |
| Gokulam Kerala FC              | India  | 2018            |
| Gokulam Kerala FC              | India  | 2019-2020       |
| Churchill Brothers Sports Club | India  | 2020-2021       |
| Sreenidi Deccan FC             | India  | 2021-2022       |
| Churchill Brothers Sports Club | India  | 2022            |
| FC Bengaluru United            | India  | 2023-Actualidad |

de la I-League

## Palmarés

### como entrenador
| Título                | Club              | País  | Año  |
| --------------------- | ----------------- | ----- | ---- |
| Kerala Premier League | Gokulam Kerala FC | India | 2018 |
| Copa Durand           | Gokulam Kerala FC | India | 2019 |